# Anomospermum steyermarkii
Anomospermum steyermarkii är en tvåhjärtbladig växtart som först beskrevs av Paul Carpenter Standley, och fick sitt nu gällande namn av Krukoff och Barneby. Anomospermum steyermarkii ingår i släktet Anomospermum och familjen Menispermaceae. Inga underarter finns listade i Catalogue of Life.